# Valentino Fioravanti
Valentino Fioravanti (Roma, 11 settembre 1764 – Capua, 16 giugno 1837) è stato un compositore italiano.

## Biografia
Lasciati gli studi di letteratura e arte, ai quali lo aveva in precedenza destinato il padre, ebbe il permesso di studiare musica, dapprima con Gregorio Toscanelli, contralto nella cappella di S. Pietro, poi sotto la guida di Giuseppe Jannacconi, maestro della stessa cappella di S. Pietro. Per completare la formazione musicale nel 1779 si recò a Napoli, dove prese lezioni private da Nicola Sala, Fedele Fenaroli, Giacomo Insanguine e Giacomo Tritto.
Tornato a Roma nel 1781, rappresentò la sua prima opera, l'intermezzo Le avventure di Bertoldino, andata in scena per la prima volta durante il Carnevale del 1784 al Teatro Ornani, grazie alla quale ottenne una buona notorietà. Seguì l'anno successivo con la rappresentazione dell'intermezzo I viaggiatori ridicoli al Teatro della Pace. Il 31 gennaio 1788 fu data la sua commedia Gl'inganni fortunati al Teatro del Fondo di Napoli. I continui successi nei teatri italiani lo avevano consacrato a compositore di fama, tanto che in ambiente partenopeo si presentò addirittura come un temibile concorrente per Giovanni Paisiello, Domenico Cimarosa e Pietro Alessandro Guglielmi. Raggiunse l'apice della gloria con l'opera Le cantatrici villane rappresentata nel gennaio del 1799 al Teatro dei Fiorentini, la sua opera più popolare.
Di lì a poco Fioravanti partì per lungo viaggio attraverso l'Italia e l'Europa: fu a Venezia e a Lisbona, dove rappresento l'opera Camilla e diresse il teatro S.Carlos, nel 1801, a Milano nel 1802, a Vienna nel 1805 e a Parigi nel 1806. Nella capitale francese ripropose Le cantatrici villane ottenendo un grande successo e il 26 settembre 1807 mise in scena un'altra sua opera buffa piuttosto nota, I virtuosi ambulanti.
Tornato in Italia l'anno successivo, per diversi anni fu continuamente acclamato come grande operista. Nel 1816 diventò maestro del coro della Cappella Giulia in S. Pietro in Vaticano, succedendo così a Nicola Antonio Zingarelli. Nel 1824 smise di esercitare l'attività operistica e si dedicò alla composizione di musica sacra fino alla morte, che avvenne mentre era in viaggio per andare a trovare suo figlio Vincenzo, pure lui operista.
Ebbe tra i suoi allievi Adelaide Orsola Appignani.

## Opere
- Le avventure di Bertoldino o sia La dama contadina, (F. C. Accademico Quirino), opera buffa in 2 atti (Carnevale 1784 Roma, Teatro Ornani)
- Le vicende amorose, (Giovanni Battista Neri), opera buffa in 2 att1 (Carnevale 1784 Napoli, Teatro del Fondo)
- La fuga avventurata o sieno I viaggiatori ridicoli, (F. C. Accademico Quirino), opera buffa in 2 atti (Carnevale 1787 Roma, Teatro della Pace)
- Il rè dei Mori, opera buffa in 2 atti (Carnevale 1787 Roma, Teatro della Pace)
- I tre Orfei, opera buffa in 2 atti (autunno 1787 Roma, Teatro della Pace)
- Gl'inganni fortunati, (Giuseppe Pagliuca), opera buffa in 2 atti (31 gennaio 1788 Napoli, Teatro del Fondo)
- Il fabbro parigino o sia La schiava fortunata, (Luigi Romanelli), opera buffa in 2 atti (9 gennaio 1789 Roma, Teatro Capranica)
- Il gentiluomo di Manfredonia, opera buffa in 2 atti (gennaio 1789 Roma, Teatro Capranica)
- Il selvaggio di California, opera buffa in 2 atti (27 dicembre 1789 Roma, Teatro Pallacorda)
- Con i matti il savio la perde ovvero Le pazzie a vicenda, opera buffa in 2 atti (primavera 1791 Firenze, Teatro della Pergola)
- La famiglia stravagante, (Giuseppe Petrosellini), opera buffa (3 febbraio 1792 Roma, Teatro Capranica)
- L'alchimista deluso, opera buffa in 2 atti (primavera 1792 Roma, Teatro delle Dame)
- L'audacia fortunata, (Gaetano Gasbarri), opera buffa in 2 atti (autunno 1793 Napoli, Teatro del Fondo)
- L'amore immaginario, (Gaetano Gasbarri), opera buffa in 2 atti (estate 1797 Napoli, Teatro Nuovo)
- I matrimoni per magia, opera buffa in 1 atto (autunno 1794 Napoli, Teatro del Fondo)
- L'astuta in amore ossia Il furbo malaccorti, (Giuseppe Palomba), opera buffa in 2 atti (primavera 1795 Napoli, Teatro Nuovo)
- Lisetta e Giannino, (Francesco Saverio Zini), opera buffa in 2 atti (22 agosto 1795 Napoli, Teatro dei Fiorentini)
- La cantatrice bizzarra, opera buffa in 2 atti (26 dicembre 1795 Roma, Teatro Capranica)
- I viaggiatori amanti, (Pasquale Mililotti), opera buffa in 2 atti (25 gennaio 1796 Roma, Teatro Apollo)
- I puntigli per equivoco, (Gaetano Gasbarri), in 2 atti (primavera 1796 Napoli, Teatro dei Fiorentini)
- Il furbo contro il furbo, (Valentino Fioranvanti (?)), opera buffa in 2 atti (29 dicembre 1796 Venezia, Teatro S. Samuele)
- L'innocente ambizione, (Gaetano Gasbarri), opera buffa in 2 atti (primavera 1797 Napoli, Teatro dei Fiorentini)
- L'amor per interesse, (Gaetano Gasbarri), opera buffa in 2 atti (15 novembre 1797 Napoli, Teatro del Fondo)
- La fiera di Senigallia, (Giovanni Dolfin), farsa in 2 atti (10 dicembre 1797 Venezia, Teatro San Samuele)
- L'amore a dispetto, (Giuseppe Palomba), opera buffa in 2 atti (aprile 1798 Napoli, Teatro dei Fiorentini)
- L'impresario in angustie, (Giuseppe Maria Diodati), opera buffa in 2 atti (aprile 1798 Napoli, Teatro dei Fiorentini)
- Le cantatrici villane, (Giuseppe Palomba), opera buffa (dramma giocoso) in 2 atti (gennaio 1799 Napoli, Teatro dei Fiorentini)
- Lo sposo senza moglie, (Giuseppe Palomba), opera buffa in 2 atti (Carnevale 1799 Napoli, Teatro dei Fiorentini)
- Cillenio pastore, (Giuseppe Pagliuca), componimento drammatico (Carnevale 1800 Napoli, Palazzo Reale)
- Griselda, (Antonio Palomba), dramma serio in 3 atti (Carnevale 1800 Palermo, Teatro S. Cecilia)
- I contrasti d'amore, opera buffa in 2 atti (Quaresima 1800 Torino, Teatro Carignano)
- L'ambizione punita, (Giuseppe Palomba), dramma serio in 2 atti (primavera 1800 Napoli, Teatro dei Fiorentini)
- L'avaro, (Giovanni Bertati), opera buffa in 2 atti (estate 1800 Napoli, Teatro Nuovo)
- Il villano in angustie, (Filippo Cammarano), opera buffa in 2 atti (primavera 1801 Napoli, Teatro Nuovo)
- L'inganno cade sopra l'ingannatore, (Giuseppe Petrosellini), opera buffa in 2 atti (autunno 1801 Roma, Teatro Valle)
- Amore e destrezza ossia I contratempi superati dall'arte, (Giuseppe Maria Foppa), farsa giocosa en 1 acte (26 décembre 1801 Venise, Teatro San Moisè)
- Amore aguzza l'ingegno, (Giuseppe Maria Foppa), farsa giocosa in 1 atto (3 febbraio 1802 Venezia, Teatro San Moisè)
- La capricciosa pentita, (Luigi Romanelli), farsa giocosa in 2 atti (2 ottobre 1802 Milano, Teatro alla Scala)
- La trasformazione immaginaria, (Domenico Mantile), opera buffa in 2 atti (autunno 1802 Torino, Teatro degli arti)
- L'orgoglio avvilito o La capricciosa corretta, (Luigi Romanelli), opera buffa in 2 atti (gennaio 1803 Milano, Teatro alla Scala)
- La schiava di due padroni, (Luigi Romanelli), opera buffa in 2 atti (15 marzo 1803 Milano, Teatro alla Scala)
- La figlia d'un padre, (Giuseppe Caravita(?)), opera buffa in 2 atti (autunno 1803 Lisbona, Teatro S. Carlos)
- Il matrimonio per susurro, (Giuseppe Caravita), opera buffa in 2 atti (autunno 1803 Lisbona, Teatro S. Carlos)
- La pulcella di Raab, dramma serio in 2 actes (Carnevale 1804 Lisbona, Teatro S. Carlos)
- Le astuzie fallaci, (Giuseppe Caravita), opera buffa in 2 atti (primavera 1804 Lisbona, Teatro S. Carlos)
- Camilla ossia La forza del giuramento, (Giuseppe Caravita da Giuseppe Carpani), dramma serio in 3 atti (autunno 1804 Lisbona, Teatro S. Carlos)
- Le gemelle, (Giuseppe Caravita), opera buffa en 2 atti (autunno 1804 Lisbona, Teatro S. Carlos)
- La donna soldato, (Giuseppe Caravita, da Catterino Mazzolà), opera buffa in 2 atti (automne 1805 Lisbonne, Teatro S. Carlos)
- Son quattro e paion dieci ossia Per amor si fa tutto, (Giuseppe Caravita), opera buffa in 2 atti (inverno 1805 Lisbona, Teatro S. Carlos)
- L'incognito, (Giuseppe Caravita), opera buffa in 2 atti (3 ottobre 1806 Lisbona, Teatro S. Carlos)
- Il notaro, opera buffa in 2 atti (autunno 1806 Lisbona, Teatro S. Carlos)
- Il bello piace a tutti, farsa in 1 atto (1806 Napoli, Teatro Nuovo)
- I virtuosi ambulanti, (L. Balocchi da Louis-Benoît Picard), opera buffa in 2 atti (26 settembre 1807 Parigi, Théâtre-Italien)
- I raggiri ciarlataneschi, (Giuseppe Palomba), opera buffa in 2 atti (Carnevale 1808 Napoli, Teatro dei Fiorentini)
- Lo sposo che più accomoda, (Giuseppe Palomba), opera buffa in 2 atti (estate 1808 Napoli, Teatro dei Fiorentini)
- Il giudizio di Paride ossia I rivali ridicoli, (Filippo Tarducci), opera buffa in 2 atti (28 dicembre 1808 Roma, Teatro Valle)
- La fiera disturbata, opera buffa (1808 Napoli, Teatro Nuovo)
- La bella carbonara, (Giuseppe Paloma), opera buffa in 2 atti (22 aprile 1809 Napoli, Teatro dei Fiorentini)
- Didone abbandonata, (Pietro Metastasio), dramma serio in 3 atti (9 giugno 1810 Roma, Teatro Valle)
- Semplicità e astuzia ossia La serva ed il parrucchiere, (Andrea Leone Tottola), opera buffa in 2 atti (21 novembre 1810 Napoli, Teatro Nuovo)
- Nardone e Nanetta, opera buffa in 1 atto (26 dicembre 1810 Faenza, Teatro dei Remoti)
- Le nozze per puntiglio, farsa in 1 atto (gennaio 1811 Napoli, Teatro Nuovo)
- Amore e avarizia, (Andrea Leone Tottola), opera buffa (Carnevale 1811 Roma, Teatro Valle)
- I due sciocchi burlati, opera buffa in 2 atti (maggio 1811 Milano, Teatro Radegonda)
- Raoul signore di Créqui, (Andrea Leone Tottola), melodramma eroi-comico in 3 atti (autunno 1811 Napoli, Teatro Nuovo)
- Adelaide maritata, (Andrea Leone Tottola), dramma semiserio in 3 atti (10 maggio 1812 Napoli, Teatro Nuovo)
- La foresta di Hermanstadt, (Andrea Leone Tottola), melodramma eroi-comico in 3 atti (1812 Napoli, Teatro Nuovo)
- Nefte, (Filidemo Liciense), dramma serio in 2 atti (18 aprile 1813 Napoli, S. Carlo)
- L'africano generoso, (Giovanni Schmidt), dramma semiserio per musica in 2 atti (Carnevale 1814 Napoli, Teatro San Carlo)
- Gl'inganni per amore, (Giuseppe Palomba), opera buffa in 2 atti (primavera 1814 Napoli, Teatro dei Fiorentini)
- Adelson e Salvini, (Andrea Leone Tottola), dramma in 3 atti (Carnevale 1816 Napoli, Teatro dei Fiorentini)
- Il solitario di Posillipo, (Andrea Leone Tottola), dramma (inverno 1816 Napoli, Teatro dei Fiorentini)
- La morte d'Adelaide, (Andrea Leone Tottola), azione tragicomica in 3 atti (quaresima 1817 Napoli, Teatro dei Fiorentini)
- La contessa di Fersen, (Michele Angelo Prunetti), melodramma serio en 2 actes (14 octobre 1817 Rome, Teatro Valle)
- Gli amori di Adelaide e Comingio, (Andrea Leone Tottola), dramma semiserio in 3 atti (quaresima 1818 Napoli, Teatro dei Fiorentini)
- Enrico al Passo della Marno, (Serafino Torelli), opera buffa (9 settembre 1818 Roma, Teatro Valle)
- L'impresario per amore, farsa in 1 atto (10 agosto 1819 Venezia, Teatro S. Luca)
- Paolina e Susetta, opera buffa in 2 atti (autunno 1819 Napoli, Teatro Nuovo)
- La contadina fortunata, (Andrea Leone Tottola), opera buffa in 2 atti (23 novembre 1820 Roma, Teatro Valle) (vedere anche Vincenzo Fioravanti)
- La contadonna di genio bizzarro, opera buffa in 2 atti (1823)
- Ogni eccesso è vizioso, (Andrea Leone Tottola), opera buffa in 2 actes (Carnevale 1824 Napoli, Teatro Nuovo)

## Considerazioni sull'artista
Ammirato da Cimarosa e da Rossini, seppe strappare numerosissimi consensi ai suoi tempi. Contrariamente ad alcuni suoi contemporanei egli non cadde nella banalità; infatti la sua musica risulta essere flessibile, equilibrata, veloce, carica di luminosità e di grande effetto. A Cimarosa piacevano particolarmente i suoi "parlati", ossia i passaggi tra il canto e la recitazione e viceversa. Sebbene il suo campo d'azione fosse l'opera buffa, scrisse un elevato numero di opere serie, alcune delle quali legate alla tradizione teatrale francese. Da non trascurare l'importanza del suo librettista di fiducia, Giuseppe Palomba con il suo stile pittoresco e umoristico. Per sottolineare il suo successo presso i contemporanei, basti pensare che Goethe diresse a Weimar una rappresentazione de Le cantatrici villane.
A differenza dei lavori teatrali, le composizioni sacre di Fioravanti occupano una posizione di scarso rilievo, in quanto vengono considerate assenti di originalità, scialbe e deboli.